# ستيف بركات

ستيف بركات (ولد في 17 مايو 1973) في مدينة كيبيك، كيبيك، كندا من عائلة لبنانية الأصل  هو مؤلف كندي، منتج موسيقى، عازف بيانو، مغني ومخرج إبداعي. عندما كان في الرابعة من عمره، بدأ دروس العزف على البيانو. على مدى السنوات العشر التالية، درس الموسيقى الكلاسيكية، ثم انتقل إلى موسيقى الجاز.
شارك بركات في العديد من التجارب الموسيقية الصعبة منذ صغره، بما في ذلك تجربة العزف المنفرد مع الأوركسترا سيمفونيك دي كيبيك l ' Orchestre symphonique de Québec عندما كان عمره 13 عامًا. عندما كان عمره 16 عامًا، أصبح مفتونًا بالتركيب والترتيب والإنتاج. درس التكنولوجيا الجديدة المتاحة وسرعان ما أتقن جميع تعقيدات البرمجة الموسيقية. لدرجة أن الشركة اليابانية رولاند دعته لتقديم منتجاتها الجديدة في معرض «نام» NAMM 1992 في أنهايم، كاليفورنيا.
تمت دعوة بركات للظهور في مختلف التسجيلات والعروض الحية مع العديد من الفنانين والمجموعات من فرقة الكسندروف (جوقة الجيش الأحمر)  إلى أوركسترا طوكيو الفيلهارمونية. فنان شغوف حقيقي، يستمتع بركات بمقابلة الموسيقيين واستكشاف جميع أنماط الموسيقى.

## فنان تسجيلي
سجل بركات أول ألبوم منفرد له، دبل جوي Double Joie ، عندما كان عمره 14 عامًا. تم إصداره في كندا في 11 نوفمبر 1987 وبعد أقل من أسبوع، كان الألبوم في أفضل 20 ألبومًا مبيعًا.
قام بعد ذلك بتأليف وإنتاج سلسلة من الألبومات مع «بوليغرام» PolyGram ، «يونيفرسل» Universal ، «سوني ميوزيك انترتايمنت»Sony Music Entertainment  و «ج ف س فيكتور انترتايمنت» JVC-Victor Entertainment. عندها قدم ألبومات  Audacity ، Escape ، Steve Barakatt LIVE ، Quebec ، Eternity ، A Love Affair ، All About Us  و Someday Somewhere.
تم توزيع هذه التسجيلات في أكثر من 15 دولة وبث موسيقاه بواسطة عدة مئات من محطات الإذاعة والتلفزيون. تم اختيار العديد من مؤلفاته كموضوعات موسيقية لأكثر من 150 برنامج تلفزيوني، بما في ذلك جائزة موناكو الكبرى وكأس العالم FIFA.
في أغسطس 2020، وقع اتفاقية مع شركة التسجيل «يونيفرسال ميوزك مينا» Universal Music MENA للتوزيع العالمي للتسجيلات المستقبلية.

## ملحن ومنتج
بصفته ملحنًا / منتجًا، تعاون بركات مع العديد من الفنانين من جميع أنحاء العالم. في عام 1997، أنتج بركات للمغنية الكندية الشابة ناتاشا سانت بيير ألبومها الأول Émergence. منذ إطلاق الألبوم، أصبح تأليف ستيف بعنوان "Sans le Savoir" من بين أعلى 5 في قوائم الراديو، وأصبح فيديو الأغنية رقم واحد على Musique Plus ، MTV في كيبيك.
في عام 1997، كتب العديد من الأغاني الأخرى بما في ذلك "C'est une Promesse" للمغنية الكندية يوهان بلوين، و "En la arena" للمغني الأرجنتيني غييرمو سالدانا.
في هونغ كونغ، طُلب من بركات التأليف لعدد من الفنانين. في عام 1995، قام بتأليف «مو تيان» Mou Tian الذي أدته النجوم الآسيوية كيلي تشين وجويس ياو ودانيال تشان وراي تشان. في عام 1996 قام بتأليف دويتو لكل من ليون لاي وألان تام، Song of Stars ، والذي أظهرهم يغنون معًا للمرة الأولى على الإطلاق. كتب بركات أيضًا «ني شي شوي» Ni Shi Shui لألبوم ليون لاي المنفرد وفيل ليون Feel Leon الذي صدر في نفس العام.
في اليابان، تم أداء أغنية Barakatt "Kaze To Kino Uta-Quebec 1608" من قبل المغنية اليابانية Sincere. سجلت المغني الشعبي يوكو أوجينوم تأليف بركات «سنكون معا» We'll Be Together وأصبحت الأغنية الموضوع الرئيسي للبرنامج التلفزيوني Shitteru Tsumori على شبكة NTV. ألّف بركات أغنية "Watashi Dake De Ite" لنوريكو ساكاي. كان اختياره الفعال "Nuit d'Amour à Paris" هو موضوع الدراما التلفزيونية Kiss Again على شبكة NHK . تم استخدام مؤلفات بركات في البرامج الرياضية التلفزيونية الرئيسية بما في ذلك كأس العالم لكرة القدم 2002 في اليابان (NHK) بالإضافة إلى سباق الجائزة الكبرى فورمولا وان F1 Grand Prix of Monaco - Fuji TV.
في إنجلترا، ألف بركات في عام 2003 موسيقى سلسلة Urban Myth Chillers من بطولة عمر الشريف لتلفزيون يونيفرسال Universal  (لندن). في عام 2006، قام بركات بتأليف وإنتاج أغنية "Here We Are"، التي يغني فيها مع المغنية الكندية أودري دي مونتينيAudrey de Montigny. ظهرت الأغنية في أول ألبوم صوتي لبركات Here I Am وفي نفس الوقت في ألبوم دي مونتيني Take Me As I Am. في عام 2007، تعاون بركات معها مرة أخرى عندما أنتج أغنية جون لينون "Love" لمشروع منظمة العفو الدولية "Make Some Noise" بالتعاون مع Yoko Ono.
في عام 2010، تمت دعوة بركات لأداء أغنية «أنت لست وحدك» You Are Not Alone في دويتو مع مغني R & B الكوري Wheesung في ألبوم مايكل جاكسون التجميعي ليلة الشتاء Winter Night.

## العمل السيمفوني «للحياة الأبدية» Ad Vitam Aeternam
في عام 2003، أُلهِم بركات لخلق عمل موسيقي على نطاق واسع، من خلال تأليف وتصور عمل سيمفوني يعتمد على المراحل الست عشرة من الخبرة البشرية. بعد أكثر من 30 شهرًا من إنشاء هذا العمل، في 30 سبتمبر 2005، تم تقديم العرض العالمي الأول لـ "Ad Vitam Aeternam" في مسرح كيبيك الكبير Grand Théâtre de Québec برفقة أوركستر سيمفونيك دي كيبيك Orchestre Symphonique de Québec .
في 16 يونيو 2006، تم تقديم العرض الأول الأوروبي في ياروسلافل روسيا مع «أوركسترا ياروسلاف السيمفوني» تحت قيادة مراد أناماميدوف.
في 7 سبتمبر 2007، قام «بركات» بعرض "Ad Vitam Aeternam" لأول مرة في آسيا مع أوركسترا ديتو تشامبر تحت قيادة جيل أويليه Gilles Ouellet.
كان هذا الإنتاج حدثًا رسميًا بمناسبة الذكرى 400 لمدينة كيبيك، كندا. تم تقديم العديد من الحفلات الموسيقية في 17 و 18 و 19 يونيو 2008 في المسرح الكبير في كيبيك. في عام 2010، تم تقديم "Ad Vitam Aeternam" خلال الاحتفالات بمناسبة الذكرى 1000 لمدينة ياروسلافل، روسياوهي مدينة التراث العالمي لليونسكو.
في 19 نوفمبر 2014، قدم بركات "Ad Vitam Aeternam" في القاعة الكبرى في معهد تشايكوفسكي موسكو مع أوركسترا ياروسلافل الأكاديمية السيمفونية تحت قيادة مراد أناماميدوف. وذلك لإحياء الذكرى الخامسة والعشرين لاتفاقية حقوق الطفل. حضر السفراء والمسؤولون الذين يمثلون أكثر من 35 دولة في موسكو.

## مشروع غنائيHere I Am
في عام 2007، أصدر بركات أول ألبوم غنائي له Here I am  تم تسجيل العديد من الأغاني في استوديوهات  Air Studios للسير جورج مارتن Sir George Martin في لندن والتي تضم أوركسترا الفيلهارمونية والعديد من الموسيقيين المشهورين.

## نشيد اليونيسفLullaby
في عام 2009، ألف بركات النشيد الدولي لليونيسف، Lullaby ، وهي سمفونية كورالية تم عرضها لأول مرة من قبل أوركسترات السيمفونية في خمس قارات وفي الفضاء في محطة الفضاء الدولية في 20 نوفمبر 2009. قام العديد من الموسيقيين والفرق الموسيقية في التسجيل الأصلي بما فيهم ميونغ وون تشونغ ، وأوركسترا فيلهارمونيك دي راديو فرنسا ، نانا موسكوري، أنجليك كيدجو، ليون لاي، أغنيس تشان، ريتشارد أونيل، Maîtrise de Radio France وجوقة أوركسترا مدينة براغ الفلهارمونية . للاحتفال بهذه اللحظة التاريخية، قامت فرق الأوركسترا السيمفونية في 15 دولة بأداء النشيد. تم إنتاج فيديو موسيقي ونشره لزيادة الوعي بين سكان العالم بأهمية اتفاقية حقوق الطفل. شاهد رائد الفضاء البلجيكي فرانك دي وين، «تهويدة، نشيد اليونيسف» أثناء مهمته في محطة الفضاء الدولية. في 16 مارس 2010، قام بركات بأداء «تهويدة، نشيد اليونيسف» في نيبون بودوكان بطوكيو. في 22 فبراير 2012، أدى بركات النشيد الوطني خلال حدث نظمته «قوة موناكو المرضية» تحت الرئاسة وبحضور الأمير ألبرت الثاني أمير موناكو. في 19 نوفمبر 2014، تم أداء أغنية «Lullaby ، نشيد اليونيسف» من قبل بركات في القاعة الكبرى في معهد تشايكوفسكي موسكو مع أوركسترا ياروسلافل الأكاديمية تحت قيادة الموصل مراد أناماميدوف ومسرح الأطفال DOMISOLKA. احتفل العرض بالذكرى الخامسة والعشرين لاتفاقية حقوق الطفل والذكرى الخامسة لـ «التهليل، نشيد اليونيسف». حضر السفراء والمسؤولون الذين يمثلون أكثر من 35 دولة الحدث التاريخي في موسكو. في 7 ديسمبر 2015، قام بركات بأداء «تهويدة، نشيد اليونيسف» في الكرملين في موسكو خلال حفل موسيقي بمناسبة الذكرى الخامسة والعشرين لتأسيس DOMISOLKA.

## النشيد الدولي لنوادي الجولف الملكية
في عام 2017، تم تكليف بركات من قبل حاكم كيبيك لتكوين النشيد الدولي للأندية الملكية للغولف. في 12 سبتمبر 2017، تم عرض النشيد الدولي لأندية الغولف الملكية لأول مرة بواسطة La Musique du Royal 22e Régiment في لا سيتاديل دي كيبيك.

## قطار كوريا السريع eXpress
يتم تشغيل موسيقى بركات على متن نظام السكك الحديدية العالي السرعة في كوريا الجنوبية، قطار كوريا eXpress KTX. مع اقتراب  قطار KTX من كل محطة، يتم الاستماع إلى "California Vibes" من  بركات في حين يقوم إعلان مسجل مسبقًا بإبلاغ الركاب بوصولهم إلى المحطة ويذكر الركاب بجمع أمتعتهم أثناء نزولهم من القطار. بينما تغادر قطارات KTX محطات المغادرة، ترافق Dreamers من بركات إعلان المغادرة المسجّل مسبقًا.

## النشيد الرسمي لشاتو فرونتناك
في 13 أبريل 2018، أصبح فندق Le Château Frontenac أول مبنى تراثي في العالم يحتوي على النشيد الرسمي الخاص به. قام بركات بتأليف النشيد وأداء العرض العالمي الأول في قاعة شاتو فرونتيناك الكبرى مع أوركسترا سيمفونيك دي كيبيك بقيادة المايسترو فابيان غابل Fabien Gabel..

## لو فارLe Phare
أعلنت الشركة الكندية Groupe Dallaire في 15 نوفمبر 2016 عن تعيين بركات مديراً إبداعياً لمشروع Le Phare العقاري المسؤول عن الأنشطة الترفيهية. سوف يشرف بركات على مفهوم المنشآت وإنتاج محتوى ترفيهي جديد بالإضافة إلى إقامة شراكات جديدة لخلق تجربة عالمية المستوى.

## جوائز شرف
• الفائز في مهرجان الموسيقى Sillery في (1984 و 1986)
• 3 ترشيحات من قبل ADISQ (بين عامي 1987 و 2005)
• أصغر متلقي وسام الاستحقاق من جمعية سان جان بابتيست (1988)
• رشح لجائزة Prix Rayonnement hors Québec" - Grands Québécois 1996"
• شهادة شكر من الأمم المتحدة (2004)
• حاصل على جائزة ARISTA Bank of Montreal "Leader Young Business Business in Quebec" 2005
• شخصية شباب السنة (الوطنية والدولية) غرفة تجارة الشباب في كيبيك (2005)
• حائز على جائزة بييرغارون Pierre-Garon (فنان العام، مدينة كيبيك) (2006)
• الحاكم الفخري لجائزة دوق أدنبرة تقديراً لمساهمته في البرنامج في كيبيك (2006)
• ملحن جائزة هاجود هاردي من SOCAN لعام (2010) 
• لوحة تقدير مقدمة من رئيس وزراء جمهورية كوريا الجنوبية لدعم وتعزيز مدينة سايمانجوم (2017)
• وسام الملازم أول لحكم الاستحقاق الاستثنائي (2019)

## ديسكغرافيا

### العمل كفنان تسجيلي
- Double-Joie" 1987"

- Audace/Audacity" 199"

- Escape" 1996"

- Steve Barakatt Live" 1997"

- Quebec" 1998"

- Eternity" 1999"

- A Love Affair" 2000"

- Rainbow Bridge – The Collection" 2000"

- All About Us" 2001"

- The Best of Steve Barakatt" 2004"

- The Best Inspirations" 2005"

- Here I Am" 2007"

- Someday, Somewhere" 2011"

- Dear Charlotte" – Single 2015"

- Dear Charlotte" (Piano Solo) – Single 2015"

- Moonlight Dream" – Single 2015"

- Symphony of Greatest Hits" – Single 2015"

- I Can't Live Without You" – Single 2016"

- The Official Anthem of Chateau Frontenac" 2018"

- One More Heart, One More Dream – The Official Anthem of Saemangeum 2018
- Autumn in Quebec, The Landscape 2020

### العمل كمؤلف / منتج / عازف بيانو
- Emergence لـناتاشا سانت بيير1995
- مو تيان لـ كيلي تشين ودانيال تشان وجويس ياو وراي تشان 1995
- En La Aerena لـ 1995 Guillermo Saldana
- أغنية النجوم لـThe Song of Stars Leon Lai & Alan Tam 1996
- Ni Shi Shui ليون لاي 1996
- C'est un promesse لجوهان بلوين 1997
- Kaze To Kino Uta لـ Sincere 1998
- Shitteru Tsumori لـYoko Oginome 1999
- Watashi Dake Ite لـ Noriko Sakai 2000
- Here We Are أودري دي مونتيجني 2006
- Love أدته أودري دي مونتيجني من أجل Amnesty International's Make Some Noise 2007
- Rainbow Bridge يؤديه Sunmin 2010
- You Are Not Alone تؤدي في دويتو مع Wheesung 2010
- I'm Sorry + My Funny Valentine أدي مع جون بارك 2011
- Imagine مع Chen من EXO 2016
- Sound of Your Heart مع Lee Dong-woo وYesung of Super Junior وSunny of Girls Generation و (Luna of f (x وWendy and Seulgi of Red Velvet و Taeil and Doyoung of NCT 2016
- It's Complicated مع بيرا فان دي ويل 2018

## سفير اليونيسف
في 9 مارس 2007، تم تعيين كل من بركات وزوجته، لاعبة الجمباز الأولمبية المولودة في روسيا إيلينا غروشيفا ، سفيرتي اليونيسف في كندا. كانا أول زوجين يتم منحهما هذا الشرف.

## «تخيل» لليونيسفImagine
بركات من بين الفنانين العالميين الذين شاركوا في مشروع إيماجين لليونيسف في تسجيل نسخة جديدة من «تخيل» Imagine جون لينون. تم تصوير الفيديو الموسيقي في طشقند، أوزبكستان في نوفمبر 2015.

## الفرق والفنانين الذين أدوا مؤلفات بركات
| - (L'Orchestre symphonique de Québec (Canada - (L'Orchestre Métropolitain du Grand Montréal (Canada - (The City of Prague Philharmonic Orchestra (Czech Republic - (The Vancouver Youth Symphony Orchestra (Canada - (The Delta Youth Orchestra (Canada - (The Greater Victoria Youth Orchestra (Canada - (The Ottawa Youth Orchestra (Canada - (The Kitchener Waterloo Symphony Orchestra (Canada - (The Cleveland Symphony Orchestra (Australia - (The Lahti Symphony Orchestra (Finland - (L'Orchestre Philharmonique de Radio France (France - (La Maitrise de Radio France (France - (The Hong Kong Chinese Orchestra (China - The choir of the City of Prague Philharmonic Orchestra - سلاح الجو الملكي الكندي (Canada) - (Korean Pops Orchestra (South Korea - The Edward Said National Youth Conservatory (Palestinian Occupied Territories) - (Polish Radio Symphony Orchestra (Poland - (Auckland Symphony Orchestra (New Zealand - (The Bilkent Symphony Orchestra (Turkey - Nana Mouskouri - Richard O'Neil - Angelique Kidjo | - (Andrew Wan (OSM - Agnes Chan - The Alexandrov Red Army Choir - Natasha St-Pier - Joo-Hyun Kim - Myung-whun Chung - Yannick Nézet-Séguin - Yaroslavl Academic Symphony Orchestra - Kelly Chen - Daniel Chan - Joyce Yau - John Park - Ray Chan - Guillermo Saldana - Children's Choir DOMISOLKA - Leon Lai - Alan Tam - Johanne Blouin - Sincere - Yoko Oginome - Noriko Sakai - Audrey De Montigny - SunMin - Yiruma - Yuhki Kuramoto |

## روابط خارجية
- ستيف بركات على موقع ميوزك برينز (الإنجليزية)
- ستيف بركات على موقع ديسكوغز (الإنجليزية)
- الموقع الرسمي